# آندره فلیپ فریرا
آندره فلیپ فالبو فریرا (به پرتغالی: André Felippe Falbo Ferreira) معروف به پامپا (زاده ۲۴ نوامبر ۱۹۶۴) بازیکن سابق تیم ملی والیبال برزیل و وزیر ورزش سائو پائولو است. فریرا به همراه تیم ملی برزیل به مدال طلا بازی های المپیک تابستانی ۱۹۹۲ رسید.